# گرگ‌تباریان
گرگ‌تباریان (به لاتین: Canina) یک طبقه آرایه‌شناختی است که نشان‌دهندهٔ تبار گرگ‌تباران (Canini) و زیرتبار خواهری Cerdocyonina است. فسیل‌های این گروه مربوط به ۵ میلیون سال پیش است، اما احتمالاً ۹ میلیون سال پیش وجود داشته‌اند. اعضای آن به عنوان یک گروه در زبان عامیانه به عنوان سگ‌های گرگ‌مانند شناخته می‌شوند.

## آرایه‌شناسی

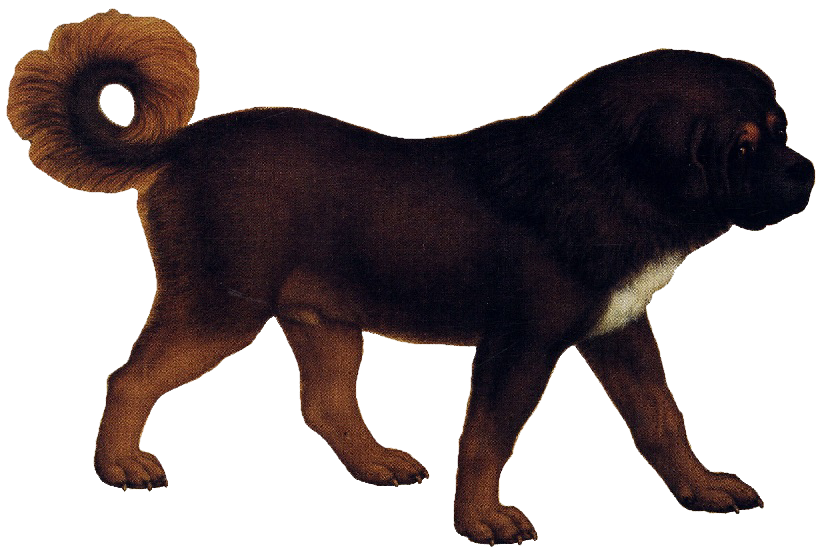
تیبِتان مَستیف

این زیرتبار با دو هم‌ریختی تعریف شده‌است: یک زیگوما که به‌طور قوی کمان پشتی-شکمی ایجاد می‌کند، و حضور معمولی یک کاسپ عقبی روی p4 بین نخستین کاسپ عقبی و سینگولوم.
اعضای زیرتبار گرگ‌تباریان (Canina) به دلیل کاریوتیپ مشترک خود از ۷۸ کروموزوم که در ۳۹ جفت مرتب شده‌اند، توانایی تولید دورگه با سگ‌ها را دارند.